# Nuortajegge
Nuortajegge är ett naturreservat i Gällivare och Jokkmokks kommuner i Norrbottens län.
Området är naturskyddat sedan 2009 och är 4,3 kvadratkilometer stort. Reservatet omfattar delar av Svartberget och norra delen av myren Nuortajegge. Reservatet myrområde har holmar med gammal, urskogsartad barrblandskog och granskog. På bergsluttningarna finns barrskog. 